# Jack Elliott
Jack Elliott (Londres, Inglaterra; 25 de agosto de 1995) es un futbolista británico. Juega de defensa y su equipo actual es el Chicago Fire de la Major League Soccer. Nació en Londres, Inglaterra, y es hijo de padres escoceses.

## Estadísticas
Actualizado al último partido disputado el 9 de marzo de 2020.
| Philadelphia Union Estados Unidos   |               |               |    |   |   |   |   |    |    |   |
| 1.ª                                 | 2017          | 30            | 1  | 2 | 0 | - | - | 32 | 1  |   |
| 1.ª                                 | 2018          | 17            | 2  | 3 | 1 | - | - | 20 | 3  |   |
| 1.ª                                 | 2019          | 36            | 3  | - | - | - | - | 36 | 3  |   |
| 1.ª                                 | 2020          | 2             | 0  | 0 | 0 | - | - | 2  | 0  |   |
| Total club                          | Total club    | 85            | 6  | 5 | 1 | 0 | 0 | 90 | 7  |   |
| Bethlehem Steel Estados Unidos      |               |               |    |   |   |   |   |    |    |   |
| 2.ª                                 | 2017          | 1             | 0  | - | - | - | - | 1  | 0  |   |
| 2.ª                                 | 2018          | 1             | 0  | - | - | - | - | 1  | 0  |   |
| Total club                          | Total club    | 2             | 0  | 0 | 0 | 0 | 0 | 2  | 0  |   |
| Total carrera                       | Total carrera | Total carrera | 87 | 6 | 5 | 1 | 0 | 0  | 92 | 7 |
| (1) Incluye datos de la US Open Cup |               |               |    |   |   |   |   |    |    |   |